# Chondryty węgliste

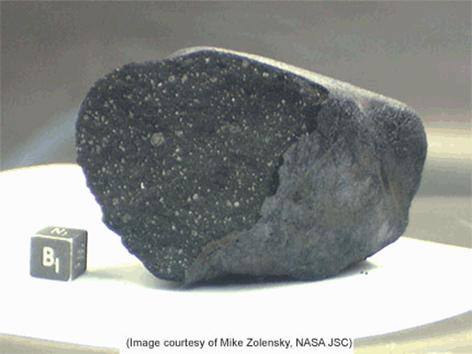
Meteoryt Tagish Lake jest przykładem chondrytu węglistego.

Chondryty węgliste – grupa meteorytów kamiennych o symbolu ogólnym C. Charakteryzują się bardzo kruchą budową i dlatego przeważnie rozpadają się w trakcie przelotu przez ziemską atmosferę. Dotyczy to głównie grupy C1 i C2. Chondryty węgliste zawierają dużo węgla, do ok. 4% oraz dużo wody, do ok. 20%. Poza tym zawierają krzemiany z grupą wodorotlenową OH i magnetyt (do 25%).
Po raz pierwszy analizie chemicznej poddano chondryt węglisty w 1834 roku. Według wcześniejszej klasyfikacji chondryty węgliste dzielono na trzy typy. Od 1962 roku, według nowej klasyfikacji zaproponowanej przez W. R. van Schmusa i J. A. Wooda, chondryty węgliste dzielimy na: C1, C2, C3, C4.W Chondrytach grupy C1 jest najwyższa zawartość węgla i wody. Stwierdzono też występowanie w nich pewnych grup aminokwasów. W grupie C2 zaczynają się pojawiać już chondry. Zbudowane są głównie z oliwinu i piroksenu. Grupa C3 budową i składem chemicznym przypomina chondryty zwyczajne. Grupa C4 to tak zwane zrekrystalizowane w wysokim stopniu chondryty niewęgliste. Najbardziej znanym chondrytem węglistym jest meksykański meteoryt Allende.